# Konrad von Lintorff
Konrad von Lintorff (* vor 1405; † 1462 wohl in Wittstock/Dosse) war im 15. Jahrhundert bis zu seinem Amtsverzicht 1460 ein römisch-katholischer Bischof von Havelberg.
Konrad von Lintorff wird als Propst in Wittstock im Jahr seiner Wahl zum Bischof von Havelberg erstmals erwähnt. Nach seiner Wahl durch das Domkapitel und Anerkennung durch den Papst erließ er eine neue Kirchenordnung für das Bistum. Kirchengeschichtliche Bedeutung erlangte Konrad von Lintorff über die im Patronat des Bistums stehende Nikolaikirche in Bad Wilsnack. Das Hostienwunder von 1383 hatte zu einem erheblichen Aufschwung der Region durch die Pilger geführt, wurde dem Suffragan aber durch das Erzbistum Magdeburg bestritten. Die Kurfürsten von Brandenburg standen hingegen auf Seiten der Bischöfe von Havelberg. Prominenter Vertreter der kritischen Partei aus Magdeburg war der Reformtheologe Heinrich Tocke. Sein besonderer Kampf galt ab 1443 dem von der Magdeburger Suffragandiözese protegierten Blutwunder von Wilsnack. Auch die in diesem Kampf empfangene Unterstützung des päpstlichen Legaten Nikolaus von Kues, der 1451 die Wallfahrt nach Wilsnack sogar verbot, verhalf diesen Bemühungen nicht zum Erfolg. Nach einer Reihe gegenseitiger Exkommunikationen zwischen Magdeburg und Havelberg beendete im März 1453 Papst Nikolaus V. den Streit und gewährte dem brandenburgischen Kurfürsten Friedrich II., der zu dieser Zeit persönlich in Rom anwesend war, eine Reihe von Privilegien, darunter auch eine neue Bestätigung der Wallfahrt zum Heiligen Blut von Wilsnack. Konrad von Lintorff war ein enger Berater der brandenburgischen Kurfürsten, dem von diesen in Berlin ein eigenes Haus zur Verfügung gestellt wurde. Als Bischof von Havelberg trat er 1460 zurück. Der Rücktritt wurde von Papst Pius II. angenommen.